# Guaianases
Guaianases, est un district situé dans la zone est de la municipalité de São Paulo, dans l'État de São Paulo, au Brésil. La région est desservie par la Ligne 11 – Corail de la CPTM, qui permet d'accéder au centre-ville de São Paulo et aux municipalités de Ferraz de Vasconcelos, Poá, Suzano et Mogi das Cruzes.

## Histoire

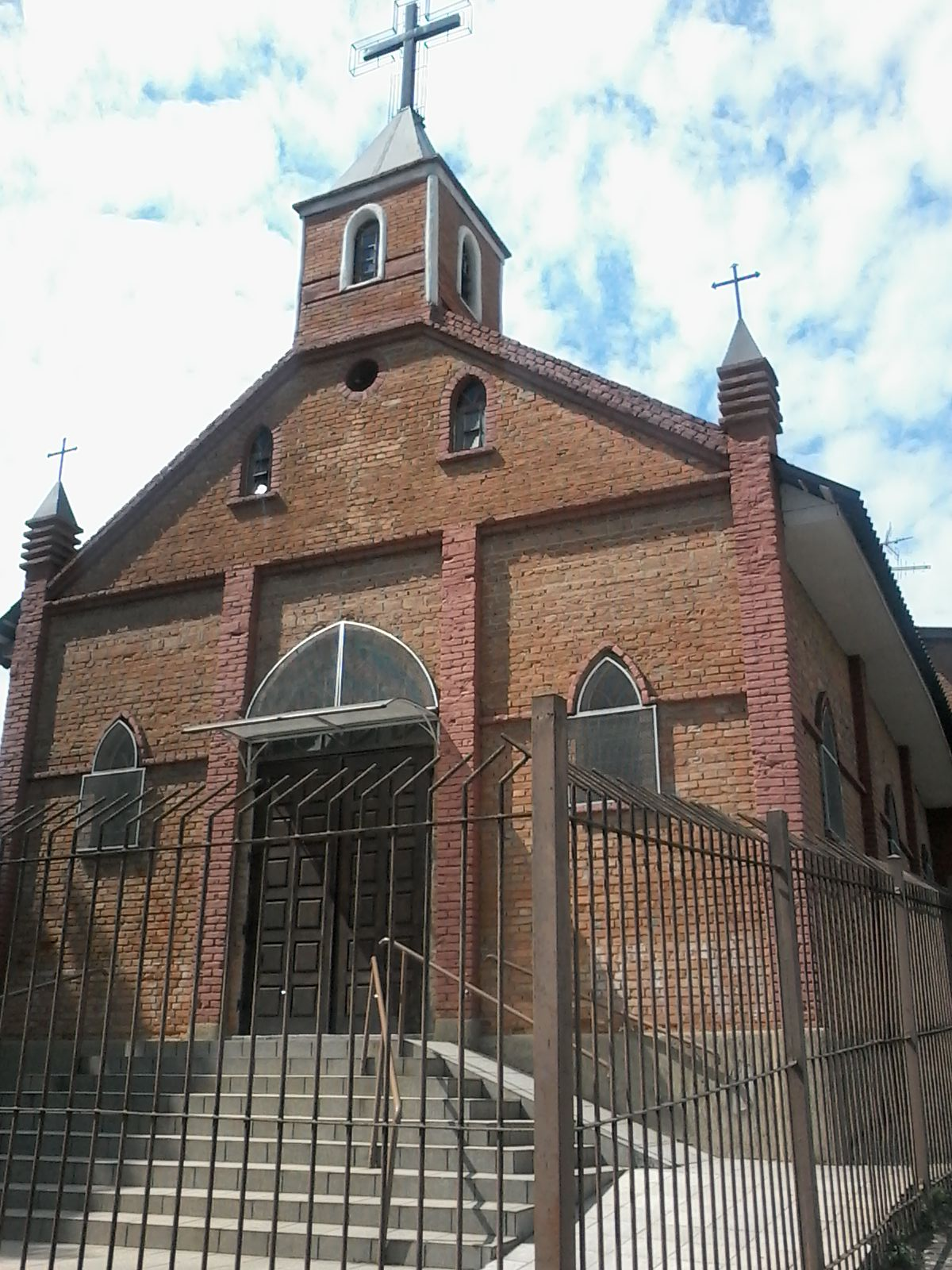
Église fondée en 1879 qui se trouve aujourd'hui dans le quartier de Guaianases - c'est la deuxième église de Santa Cruz qui subsiste encore. La première, fondée en 1861 dans les locaux de l'actuelle paroisse de Santa Quitéria, a été renversée.

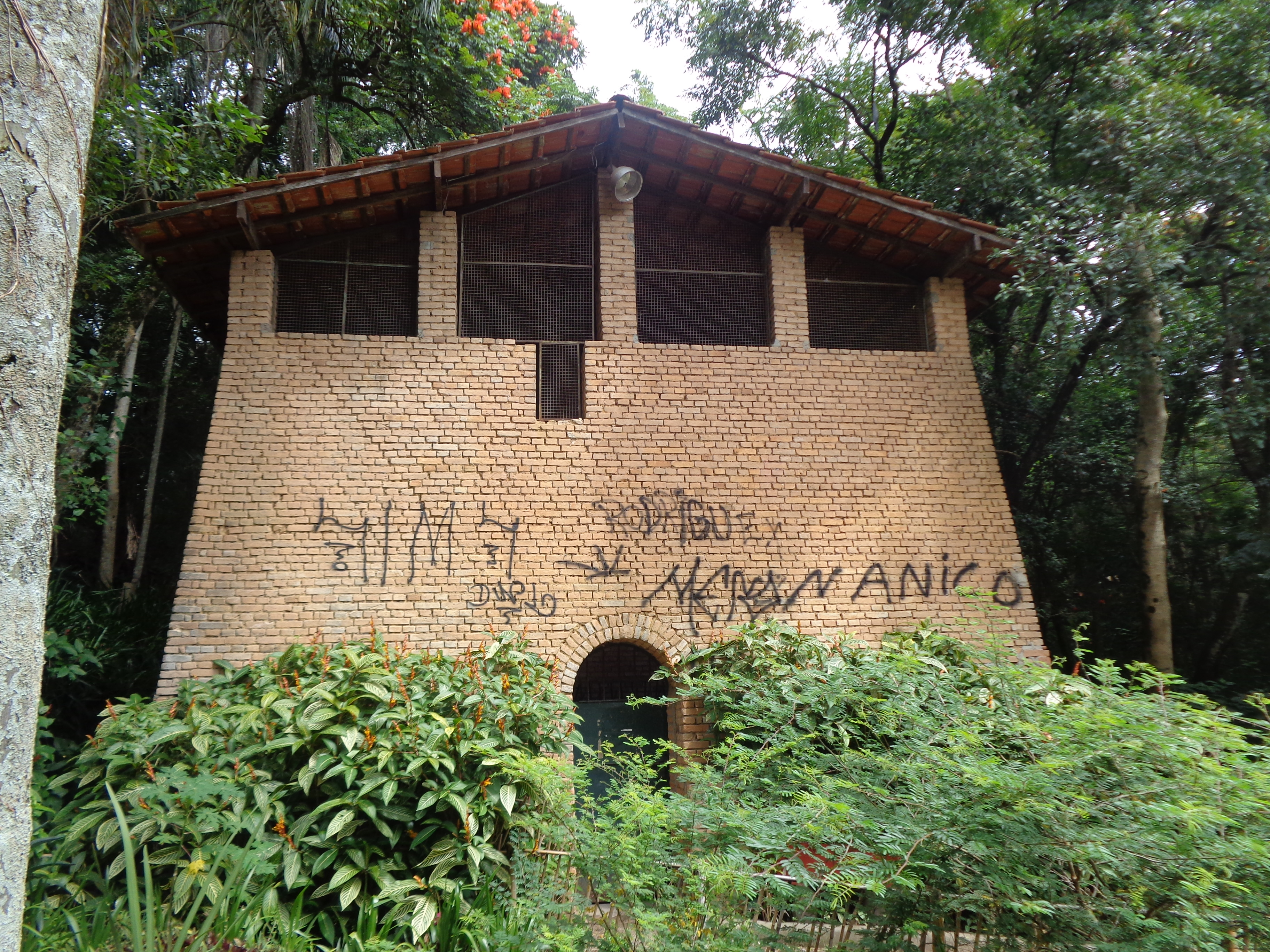
Poterie dans le parc Chácara das Flores

La formation du district de Guaianases est la même que celle d'Itaquera : toutes deux sont nées des colonies indigènes et des efforts des jésuites, en particulier le père Manuel da Nóbrega et José de Anchieta, qui ont fondé le Collège jésuite pour la catéchèse des Guaïanases. Le village a continué, mais "en 1820, les Indiens étaient déjà éteints et la terre était entre des mains privées".
A cette époque, le quartier était une étape et une auberge pour les voyageurs, un point de passage sur l'Estrada do Imperador, qui se dirigeait ensuite vers les mines d'or. Il existe des documents selon lesquels la chácara du major Aníbal a servi de séjour à Pierre Ier lui-même à plus d'une occasion. Comme d'habitude, une église a été construite. Cette fois, en l'honneur de Santa Cruz do Lajeado Velho. Là où se trouve aujourd'hui la paroisse de Santa Quitéria, le quartier et une chapelle appelée Santa Cruz ont été fondés le 3 mai 1861. Le quartier s'appelait Lajeado Velho. L'endroit s'est développé lentement avec l'installation de plusieurs poteries dans les environs et avec l'arrivée des voies ferrées de l'Estrada de Ferro do Norte plus tard, il était connu sous le nom d'Estrada de Ferro Central do Brasil. En 1879, la nouvelle chapelle de Santa Cruz est fondée et l'ancienne voit son nom changé en Santa Quitéria, mais elle sera renversée au milieu du XXe siècle pour la construction d'un nouveau temple.
À partir des années 1920, le quartier se peuple, la briqueterie et le Estrada de Ferro do Norte donnent un coup de fouet à l'économie locale. Des immigrants italiens sont également venus par chemin de fer à partir de 1912, pour se consacrer à l'extraction de pierres à travers les carrières de Lajeado et de São Mateus. Plus tard, le domaine de la famille Matheus a commencé, qui a construit un grand empire dans le quartier. Le 7 septembre 1950, Isidoro Mateus fonde l'E.C. Santa Cruz de Guaianases, un nom qui rend hommage à l'église de Santa Cruz. Jusqu'à aujourd'hui, l'équipe est considérée comme historique au sein du football amateur de l'État de São Paulo et comptait les plus grands fans de la plaine de São Paulo. De plus, il est devenu connu sous le nom de "Coq de la Central".
En 1957, le quartier a été officiellement nommé Guaianases, qui était la tribu qui l'habitait.
La grande population et le manque d'industries dans l'endroit ont rendu Guaianases célèbre en tant que ville dortoir.

## Actualité

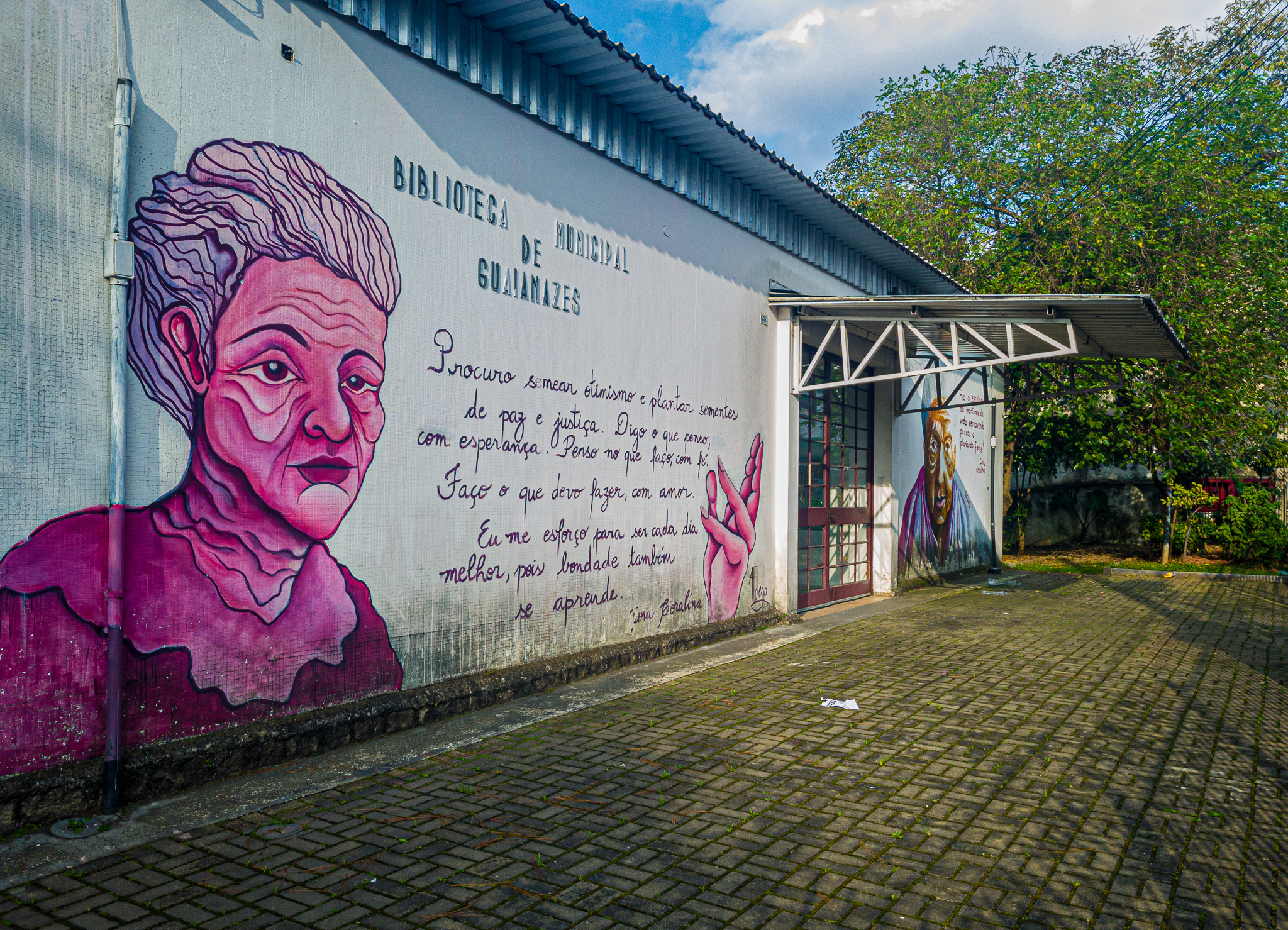
Bibliothèque Cora Coralina

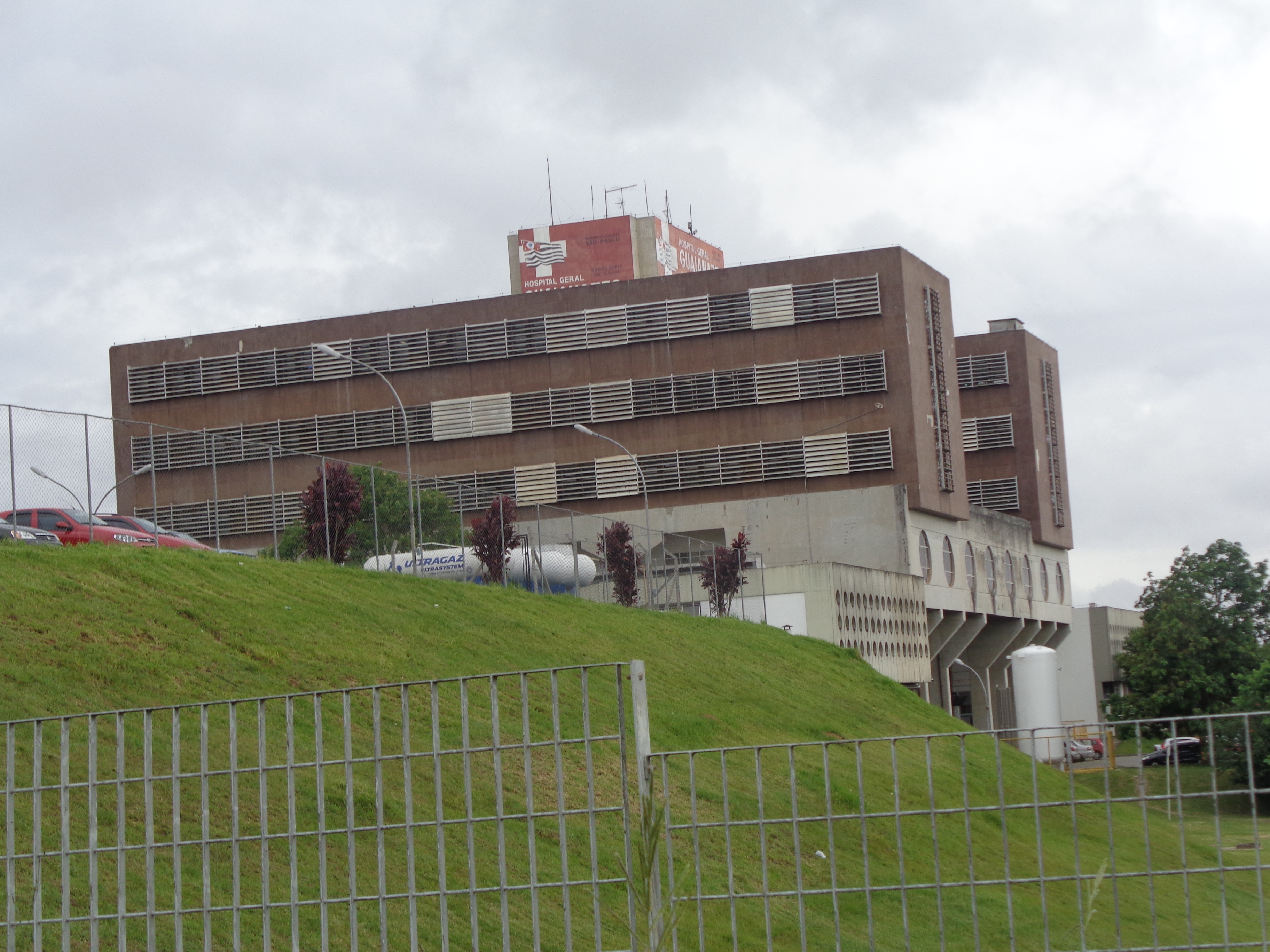
Hôpital Général Jesus Teixeira Costa

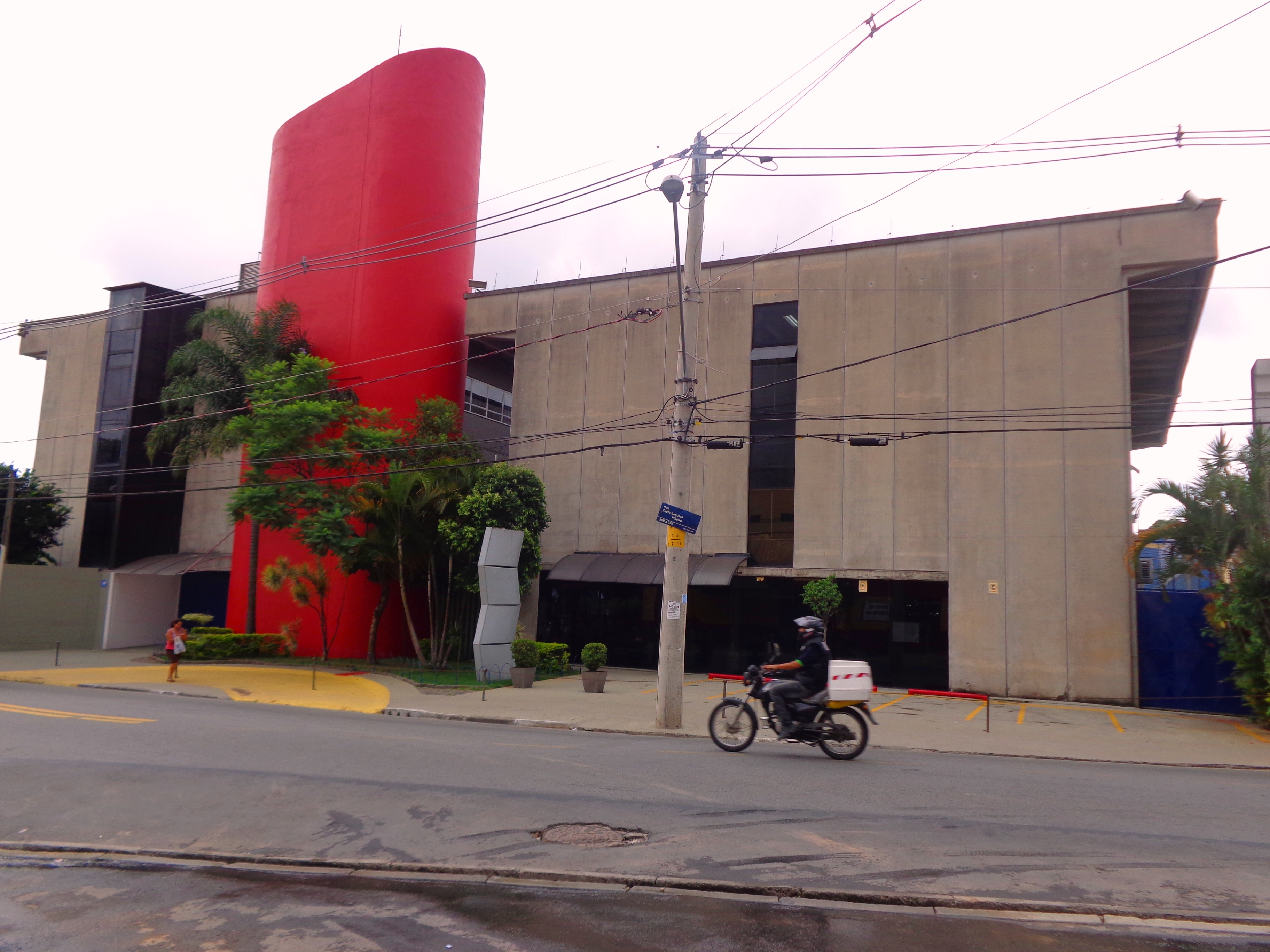
Colégio Palmarino Calabrez

Guaianases, à l'extrême est de São Paulo, était autrefois identifié comme l'un des quartiers les plus précaires de la commune, aux côtés de Jardim Ângela, Grajaú, Pedreira, Jardim São Luís et Jardim Helena.
Ces données sont exploitées car, à cette époque, le district de Cidade Tiradentes faisait encore partie de la sous-préfecture de Guaianases. Ainsi, le quartier regroupait également toute cette région, reconnue comme l'une des plus nécessiteuses de la commune. Une région qui, pendant de nombreuses années, avait été oubliée par les autorités, avec de nombreuses bidonvilles et quartiers périphériques.
Selon les données de la Fundação Sistema Estadual de Análise de Dados (Fundação Seade), en 2010, 60,2 % des chefs de famille du district percevaient au maximum trois salaires minimums. Plus de 15 % des 400 000 habitants vivaient dans des régions envahies (favelas), un chiffre supérieur à la commune dans son ensemble : 11 %. Le taux   d'analphabétisme est de 7,7% alors que la moyenne communale est de 4,88% et les taux d'écart scolaire sont également élevés, même si les places ne manquent pas dans les écoles communales de la région, selon la sous-préfecture.
Les favelas représentent un cas plus complexe. La plupart des occupations irrégulières datent de plusieurs décennies et la plupart des maisons sont déjà en maçonnerie. La solution serait, selon la sous-préfecture locale, de régulariser les espaces, notamment aux extrémités du Jardim São Paulo, Fazenda Santa Etelvina et Passagem Funda.

## Éducation

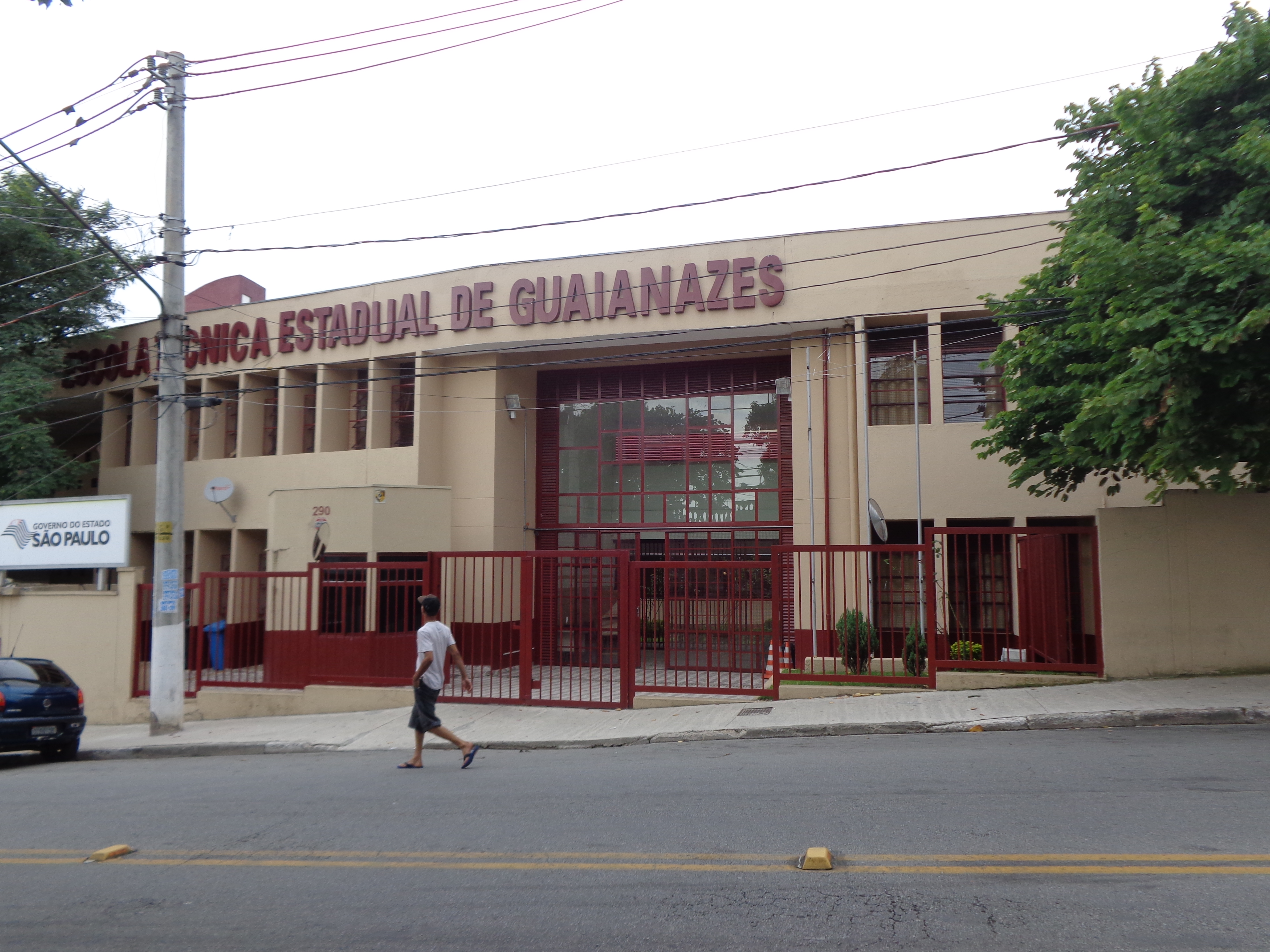
École technique d'Etat de Guaianases

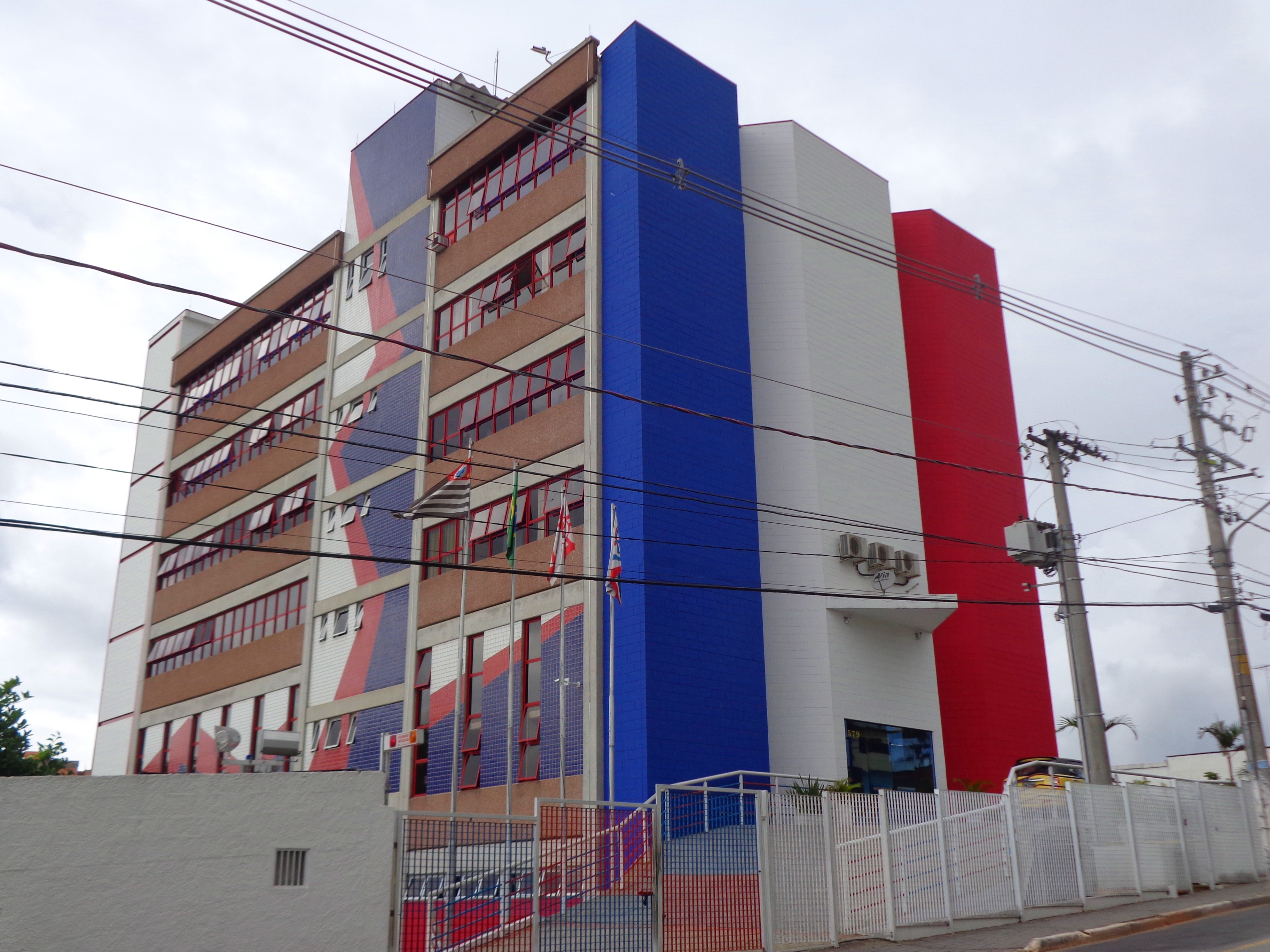
Institut d'éducation Amilton Oliveira Telles

Le district possède le Centre éducatif unifié (CEU) Jambeiro, qui dispose de trois terrains de sport, de deux terrains de football et de trois piscines, en plus d'un télécentre et d'une bibliothèque. Le CEU se transforme en club les week-ends, et rassemble jusqu'à un millier de personnes les week-ends les plus chauds. Le centre propose également un vaste programme culturel, avec des films, des shows de musique, du théâtre et des campagnes de santé destinées à la communauté.
Au CEU, plus de deux mille élèves étudient, de l'école maternelle à la 8e année du primaire. De ce total, 260 étudient à temps plein. Pendant le temps supplémentaire qu'ils passent à l'école, les élèves suivent des cours d'informatique, d'échecs et de danse, entre autres.
Le district de Guaianases compte également plusieurs écoles publiques et privées, comme l'école technique d'État Guaianases.

## Transport

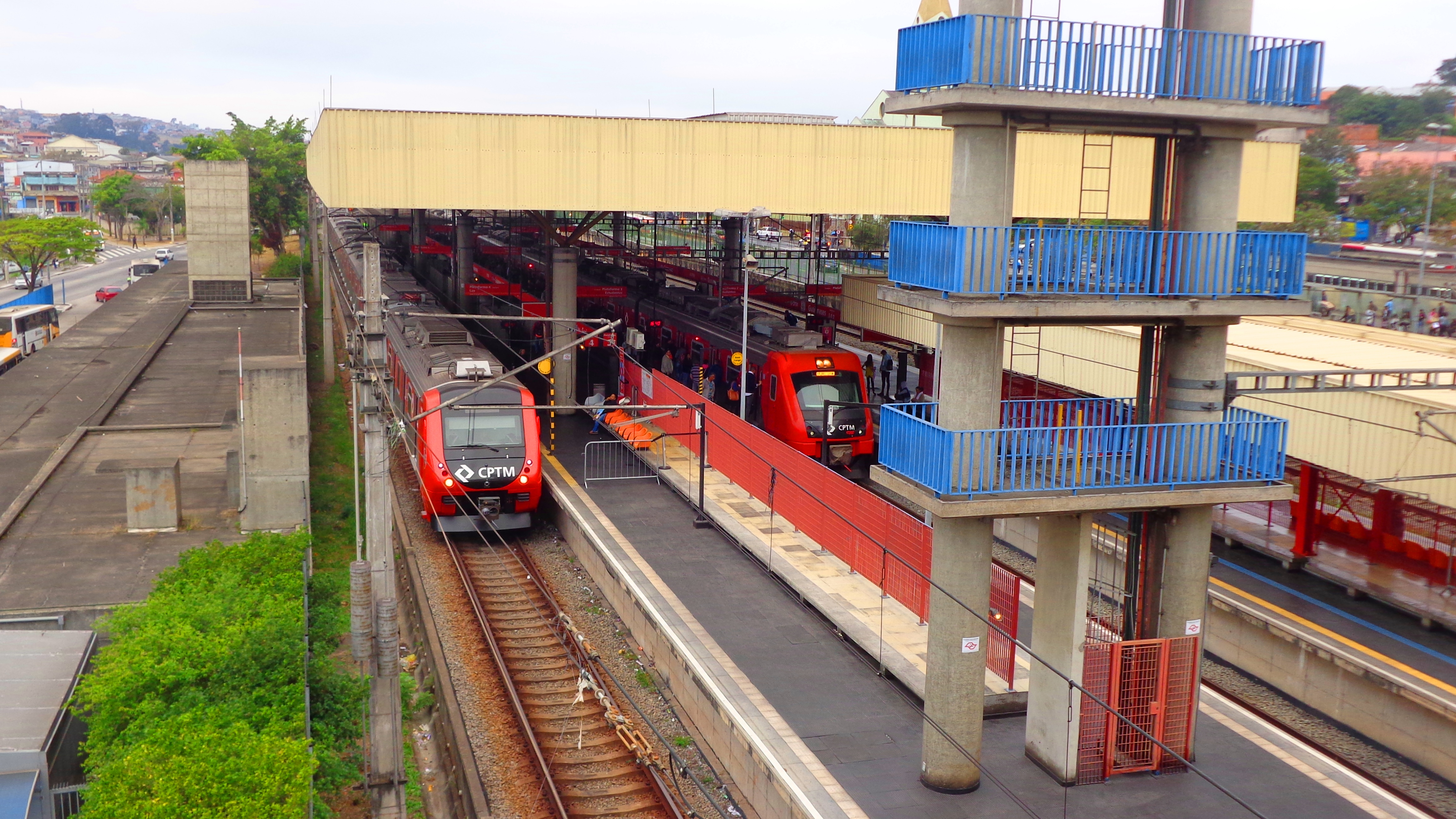
Quais de la gare de Guaianases de la Companhia Paulista de Trens Metropolitanos

Elle est desservie par la ligne 11 de la CPTM, qui permet d'accéder au Centre-ville de la Capitale et aux communes de Ferraz de Vasconcelos, Poá, Suzano et Mogi das Cruzes. De plus, il est desservi par des lignes d'autobus municipales et interurbaines. Les voies principales qui relient le district à la région centrale de la commune sont le couloir Guaianases-Marginal et l'avenue Radial Leste.